# Sankt Johannes kyrka, Värnamo

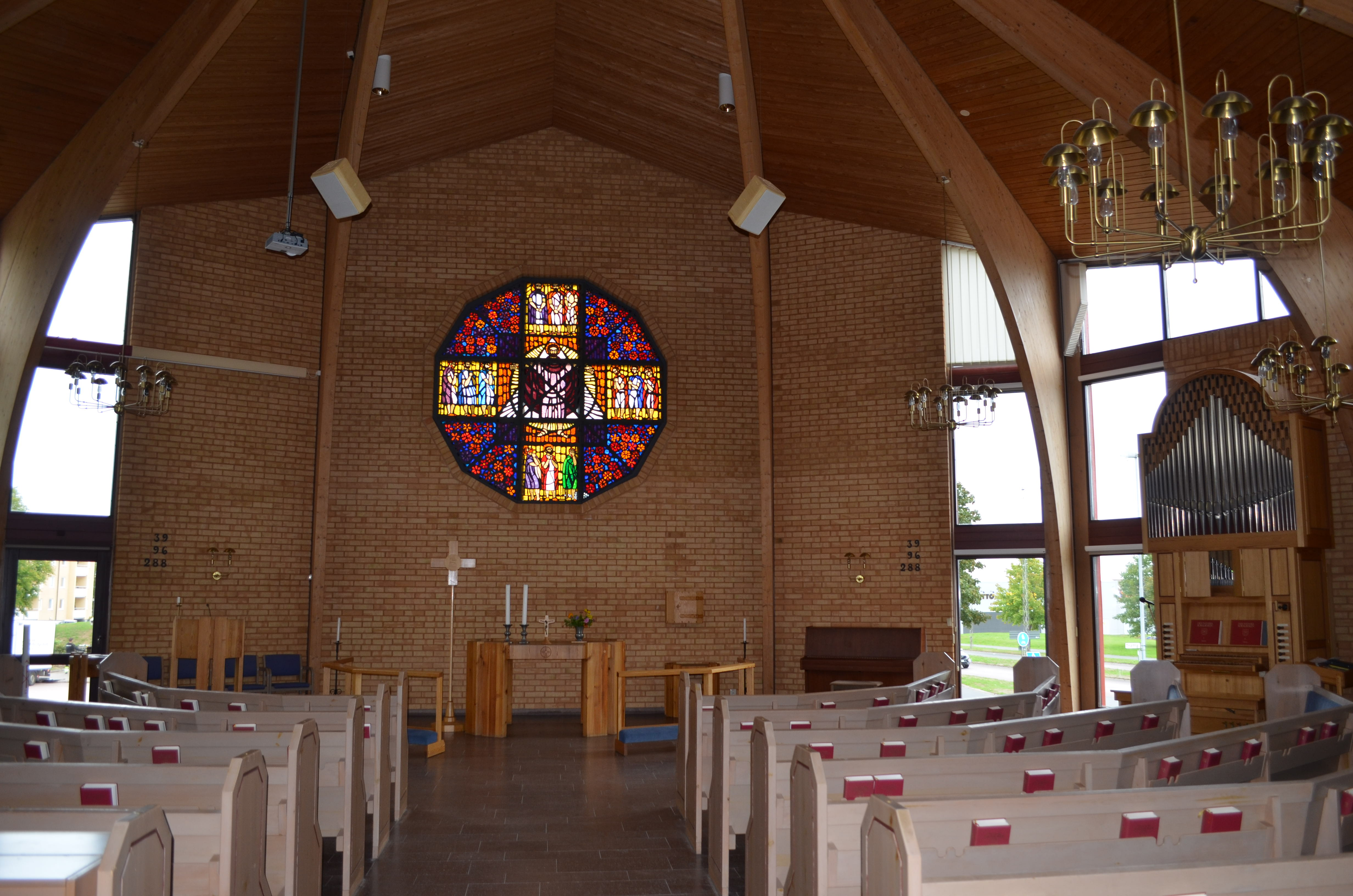
Kyrkorummet.

Sankt Johannes kyrka är en kyrkobyggnad i Värnamo kommun. Den är församlingskyrka i Värnamo församling, Växjö stift.

## Kyrkobyggnaden
Kyrkan uppfördes 1984 efter ritningar av arkitekt Lennart Arfwidsson och invigdes samma år av biskop Sven Lindegård. Korfönstret är framställt av konstnären Eric Elwén från Gamleby. Fönstret är tillverkat i Frankrike och består av huggna glasbitar sammanfogade med epoxymassa.

## Inventarier
- Altare, dopfunt, ambo och bänkar är tillverkade av kyrkvärden Gustav Ragnar i Tenhult.

### Orgel
- Orgeln med tio stämmor är byggd 1985 av Robert Gustavssons Orgelbyggeri i Härnösand. Orgeln är mekanisk.

| Huvudverk I  | Bröstverk II  | Pedal         | Koppel  |
| Hålflöjt 8’  | Trägedackt 8’ | Subbas 16’    | I/P     |
| Principal 4’ | Qvintadena 4' | Gedacktbas 8’ | II/P    |
| Nasat 3’     | Täckflöjt 2’  |               | II/I    |
| Oktava 2’    | Regal 8'      |               | II 4'/P |
| Mixtur III   | Tremulant     |               |         |

### Webbkällor
- Värnamo pastorat informerar
- Wikimedia Commons har media som rör Sankt Johannes kyrka, Värnamo.